# ジェームズ・A・フィッツパトリック原子力発電所
ジェームズ・Ａ・フィッツパトリック原子力発電所 (James A. Fitzpatrick Nuclear Power Plant)はニューヨーク州オスウェゴ近郊のオンタリオ湖南東岸にあるスクリーバにある原子力発電所であり、ゼネラル・エレクトリック製の沸騰水型軽水炉を採用している。360ヘクタールの敷地には、ナイン・マイル・ポイント原子力発電所の2基の原子炉も設置されている。
この発電所および2基のナイン・マイル・ポイント原発の原子炉は、元々はナイアガラ・モホーク電力が建設したもので、後にニューヨーク州電力公社(New York Power Authority, NYPA)に移管された。その際、当時NYPAの総裁だったジェームズ・A・フィッツパトリックにちなんで命名された。その後、エンタジーが所有・運転していた。エンタジーは2015年11月2日に2016年には運転を停止すると発表、2016年2月18日に正式な閉鎖日を2017年1月27日に決定したと発表していた。しかし、2016年8月にエクセロンがジェームズ・Ａ・フィッツパトリック原子力発電所を購入し運転継続する計画を発表、2017年3月に運転再開と購入手続き完了を果たした。

## 周辺の人口
アメリカ原子力規制委員会は原子力発電所の周囲に2つの非常管理地域を設定している。一つはプルーム被曝区域で、発電所から半径10マイル(16キロメートル)圏内の空中に飛散した放射性物質への曝露・吸入が懸念される区域である。もう一つは経口被曝エリアで、発電所から半径50マイル(80キロメートル)圏内の、主に放射能に汚染された食物・飲料の摂取による被曝が懸念される区域である。
フィッツパトリック原発から半径10マイル圏内に住む米国民の人口は35,136人(2010年時点)であり、過去10年間で17%増加している（MSNBC調べ。米国国勢調査データによる）。また、半径50マイル圏内は909,798人で、過去10年間で3.2%増加している。50マイル圏内にはシラキュース(中心部まで36マイル)の街も含まれる。カナダ国民の人口はこの数字には含まれていない（例えばオンタリオ州キングストンは49マイルのところにある）。

## 地震の危険性
アメリカ原子力規制委員会が2010年8月に発表した調査結果によると、フィッツパトリック原発の炉心に損傷をもたらす地震が発生する確率は1年あたり1/163,934と見積もられている
。

## 閉鎖計画と運転再開
2015年11月2日、エンタジーはジェームズ・A・フィッツパトリック原発が採算に合わなくなったため閉鎖すると発表した。同原発は運転実績が非常に良好で、2034年まで（運転開始から60年間）の運転も認められていたが、シェール革命および原油安により天然ガス火力発電の発電コストが安価になったため、原子力発電の優位性が失われたのが理由であった。エンタジーのレオ・デノールトCEOは発表の中で、「我々の商用発電所は卸電力価格の下落傾向や不利な市場環境に直面しており、資産の評価を行っている。市場環境を考慮するとフィッツパトリック原発は閉鎖せざるを得ない」と述べた。
エンタジーは2016年2月18日には正式な閉鎖日を2017年1月27日に決定したと発表していた。しかし、2016年8月にエクセロンがジェームズ・Ａ・フィッツパトリック原子力発電所を購入し運転継続する計画を発表、2017年3月に運転再開と購入手続き完了を果たした。

## 関連文献
- “New York Nuclear Profile”.   Energy Information Administration. U.S. Department of Energy (DOE). (2010年). 2016年11月4日閲覧。
- Conca, James (2015年11月10日). “If No One Wants The FitzPatrick Nuclear Power Plant To Close, Why Is It Closing?”. Forbes